# Manfred Kochen
Manfred Kochen (4 de julio de 1928-7 de enero de 1989), Fred Kochen, fue un matemático e informático austríaco nacionalizado estadounidense, versado en aspectos métricos de las ciencias sociales como la Sociología o la Información y Documentación Científica. Pionero en el estudio de la teoría de los seis grados de separación y de las redes sociales.

## Biografía
Nació en Viena (Austria), pero su familia tuvo que exiliarse debido al nazismo vía Lisboa para establecerse en Nueva York donde estudia mecánica y, después, se licencia en física en 1950 por el Instituto Tecnológico de Massachusetts (MIT) y se doctora en matemáticas en 1955 en la Universidad de Colorado. Entre 1948 y 1955 fue consultor de distintos proyectos de informatización (especialmente el periodo comprendido entre 1953 y 1955 cuando trabajó en el Institute for Advanced Study de Princeton junto a John von Neumann) y en 1955 da el salto a la investigación en ciencias cognitivas y de la Información en la Universidad de Harvard (1955-1956) y, sobre todo, en el laboratorio Thomas Thompson de IBM (1956-1964), donde estudió y evaluó distintos sistemas de recuperación de información.  
En 1965 adopta un perfil más académico cuando se incorpora a la Universidad de Míchigan como investigador en ciencia de la información, materia de la que sería profesor en 1970. A partir de 1972 comienza a colaborar con el Instituto para la Información Científica (ISI), investigando junto a Eugene Garfield y Henry Small, en redes sociales en información y conocimiento, donde destacó como documentalista teórico.
Trabajó como consultor para agencias internacionales como la corporación RAND, el EURATON, la Fundación Nacional de la Ciencia (NSF) o la Biblioteca del Congreso. Fue miembro de distintas asociaciones como la Asociación Estadounidense para el Avance de la Ciencia, la American Mathematical Society, la American Physical Society o la American Society of Information Science(ASIST).
Casado en 1954, murió en Colorado en 1989.

## Obra académica
Manfred Kochen comenzó su carrera en trabajos pioneros de automatización. Sin embargo, pronto empezó a sentirse atraído hacia el conocimiento compartido entre los humanos y las redes sociales. En 1951, Kochen e Ithiel de Sola Pool propusieron un trabajo titulado Contacts and Influences en donde retomaban la hipótesis de que todos los humanos estamos conectados unos a otros a través de no más de 6 enlaces personales, idea propuesta por Frigyes Karinthy en 1929. Kochen y Sola Pool diseñaron diversos modelos matemáticos a través de la Probabilidad enunciado la premisa como: Dado un grupo de N personas, ¿cuál es la probabilidad de que cada miembro de N esté conectado con otro miembro a través de 1, 2, 3... enlaces. Aunque este trabajo articulaba la mecánica de las redes sociales, no pudieron hallar ninguno, pero fue el comienzo de la teoría de los 6 grados de separación. 
Este trabajo dio pie para que en 1967, el psicólogo Stanley Milgram demostrara empíricamente esta teoría en el llamado Experimento del Mundo Pequeño.
Fruto de este pensamiento de cerebro mundial (World Brian) propuesto por H. G. Wells, a principios de los 70 comenzó a colaborar en campos de la Bibliometría, donde teorizó sobre análisis de clusters y mapas del conocimiento o mapas de la ciencia.

## Obras y premios
Manfred ha recibido numerosos premios, entre ellos el más importante otorgado a documentalistas y científicos de la información: el Premio ASIST al Mérito Académico en 1974.
Ha publicado más de 250 trabajos de investigación en Información, Documentación, Inteligencia Artificial y ciencias cognitivas, en revistas de alto impacto científico. También escribió 8 libros:
- The Growth of Knowledge (1967)
- Access and recognition: from users' data to catalog entries (1969)
- Principles of Information Retrieval (1974)
- Information for Action (1975)
- Information for the community (1976)
- Decentralization : sketches toward a rational theory (1980)
- Advances in cognitive science : steps toward convergence (1988)
- The Small world (1989)